# アルフレド・ケイル
アルフレド・ケイル（Alfredo Cristiano Keil、1850年7月3日  - 1907年10月4日）はドイツ出身の両親を持つポルトガルの作曲家、画家、詩人、美術品収集家である。ポルトガル国歌「ア・ポルトゥゲーザ(A Portuguesa)」を作曲したことで知られている。

## 略歴
リスボンで宮廷のために働く仕立て屋の息子に生まれた。父親はドイツ語名がHans-Christian Keilであったが、後に João Cristiano Keilと名乗った。ドイツで教育を受け、ヴィルヘルム・フォン・カウルバッハの娘婿になった画家、彫刻家のアウグスト・フォン・クレリンク(August von Kreling)が校長を務めるニュルンベルクの美術学校で、絵と音楽を学んだ。1870年に普仏戦争が始まったため、ポルトガルに戻った。
1890年にイギリスによるポルトガルのアフリカ領有地からの撤退要求の最後通牒を、ポルトガル政府が受け入れたことに対する愛国的な反発から、愛国者の抗議の行進曲として「ア・ポルトゥゲーザ」は作曲され、詩人のエンリケ・ロペス・デ・メンドンサによって歌詞を書き上げられた。1910年にこの曲はポルトガル国歌に採用された。音楽家としてはジュゼッペ・ヴェルディやジャコモ・プッチーニのスタイルであり、1899年に初演された、ポルトガル語の最初のオペラ「セラーナ(Serrana)」の作曲者としても知られている。
ポルトガルでは作曲家、詩人としてのほうが有名であるが、画家としても活動し風景画などを描いた。1878年のパリ万国博覧会に参加し、1879年にはブラジルで、ブラジル全国美術展に出展し、金メダルを獲得した。1886年にはマドリードの展覧会に参加した。

## 作品

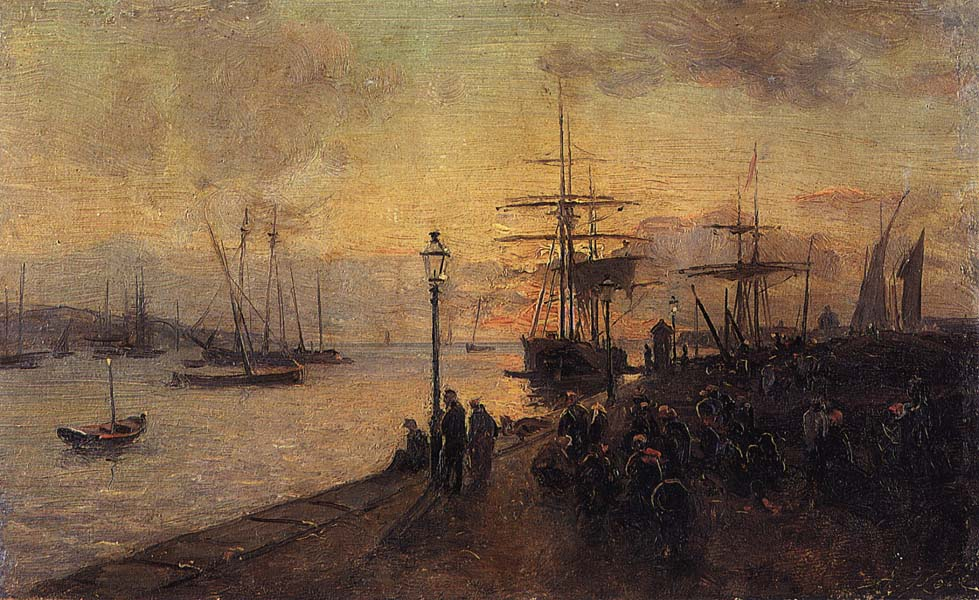
「テージョの桟橋(No Cais do Tejo)」
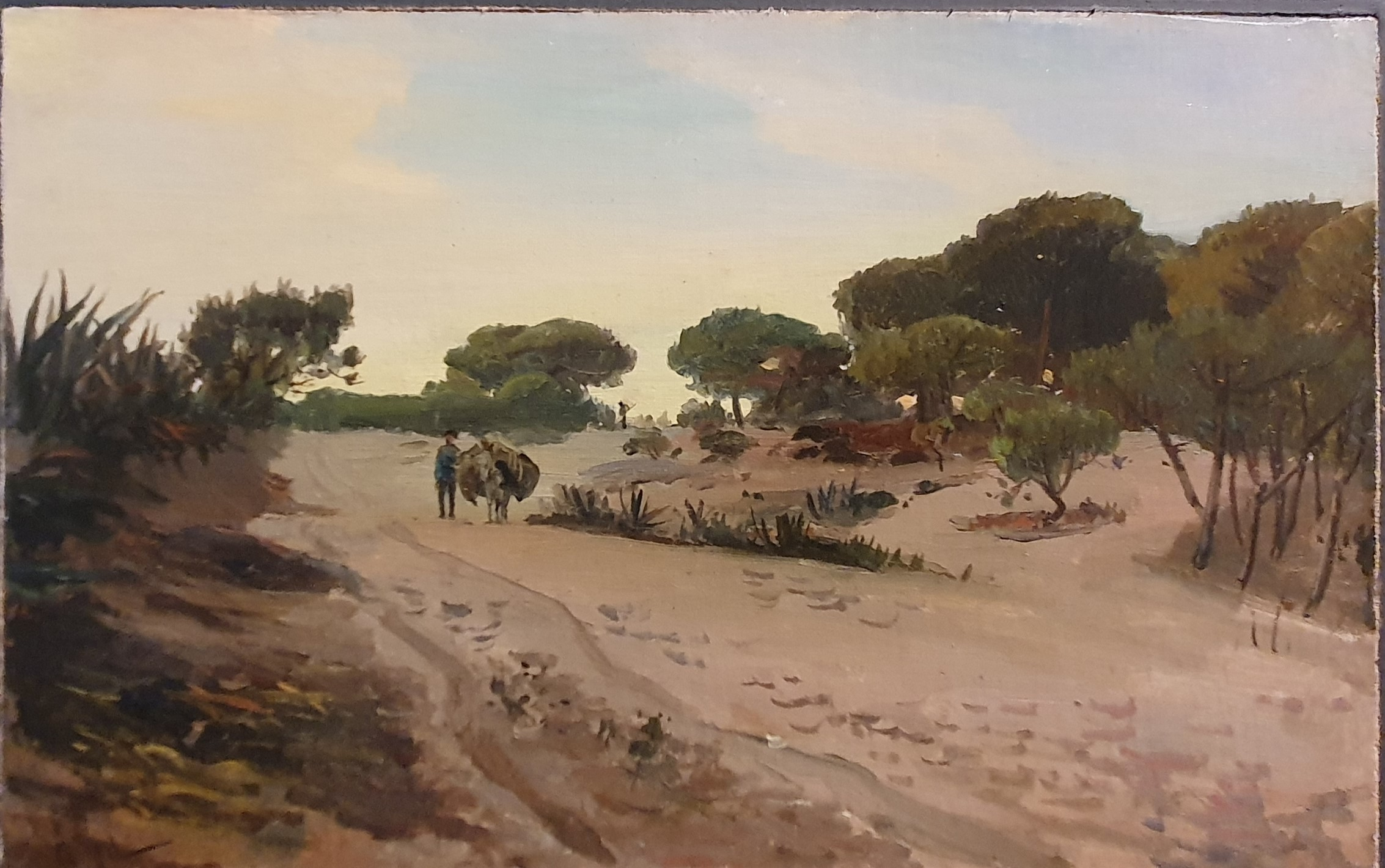
Banzão
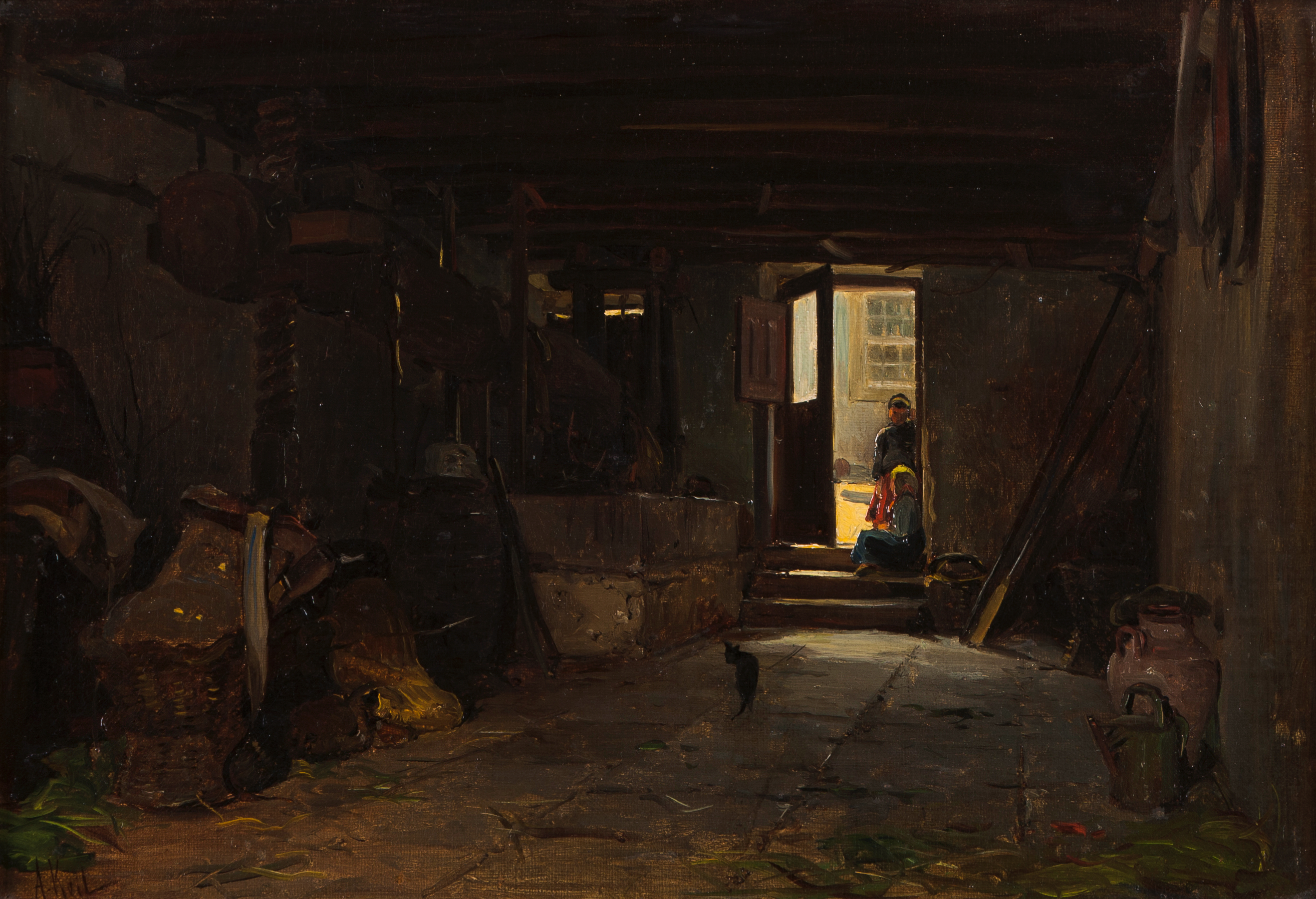
室内

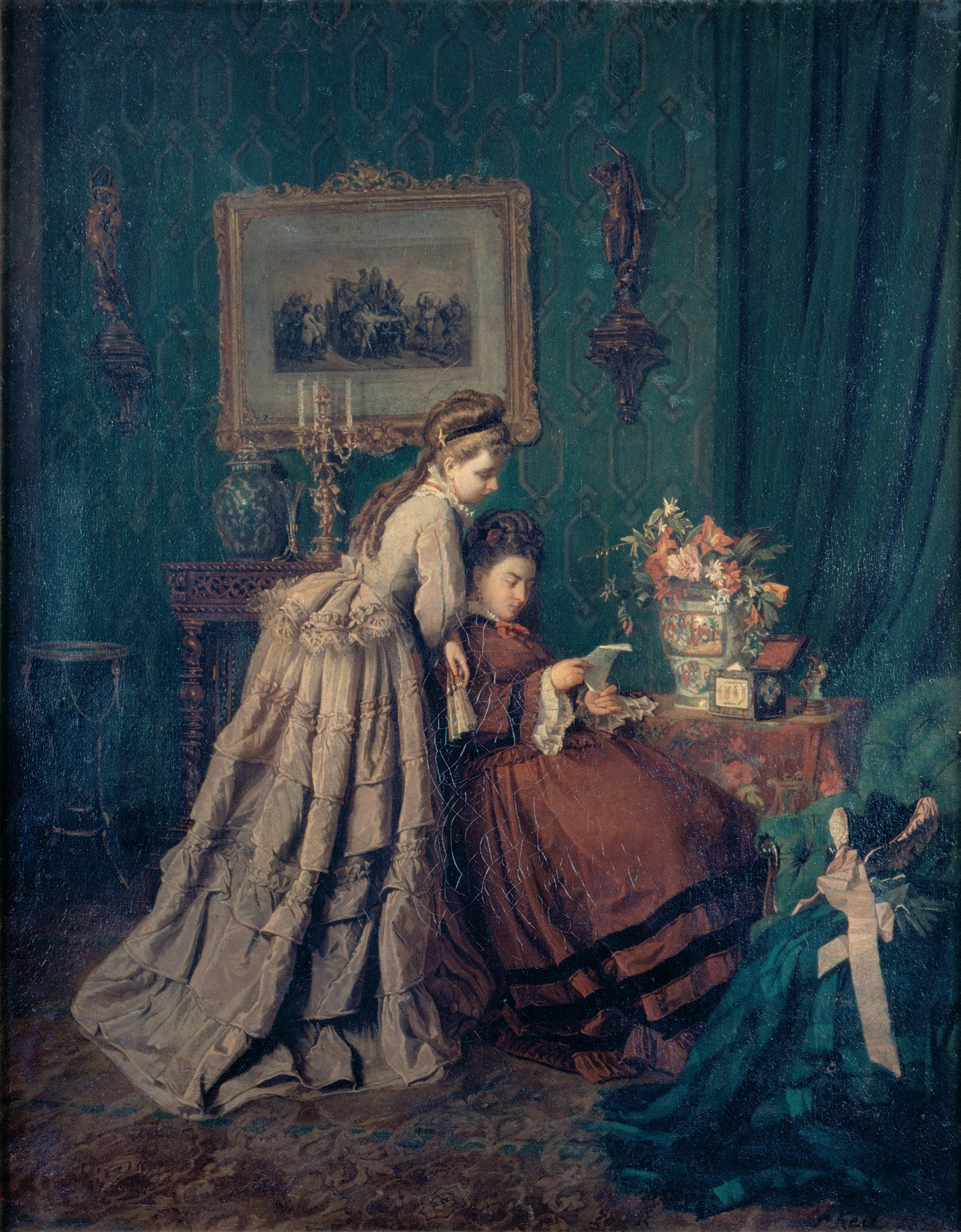
手紙を読む家族 (1874)
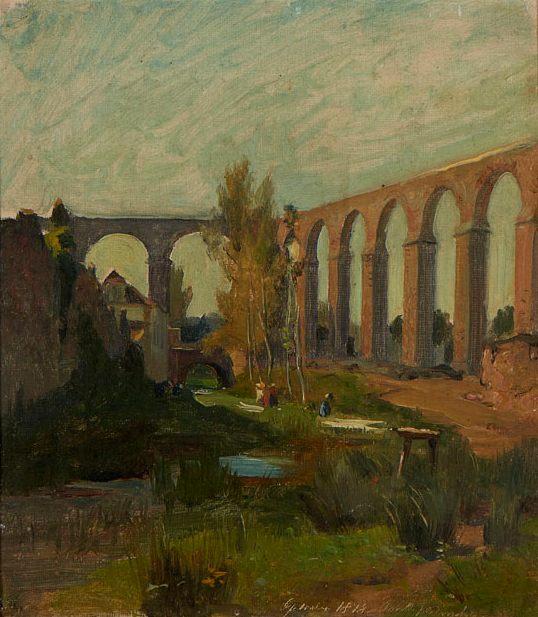
ケルースの水道橋 (1878)
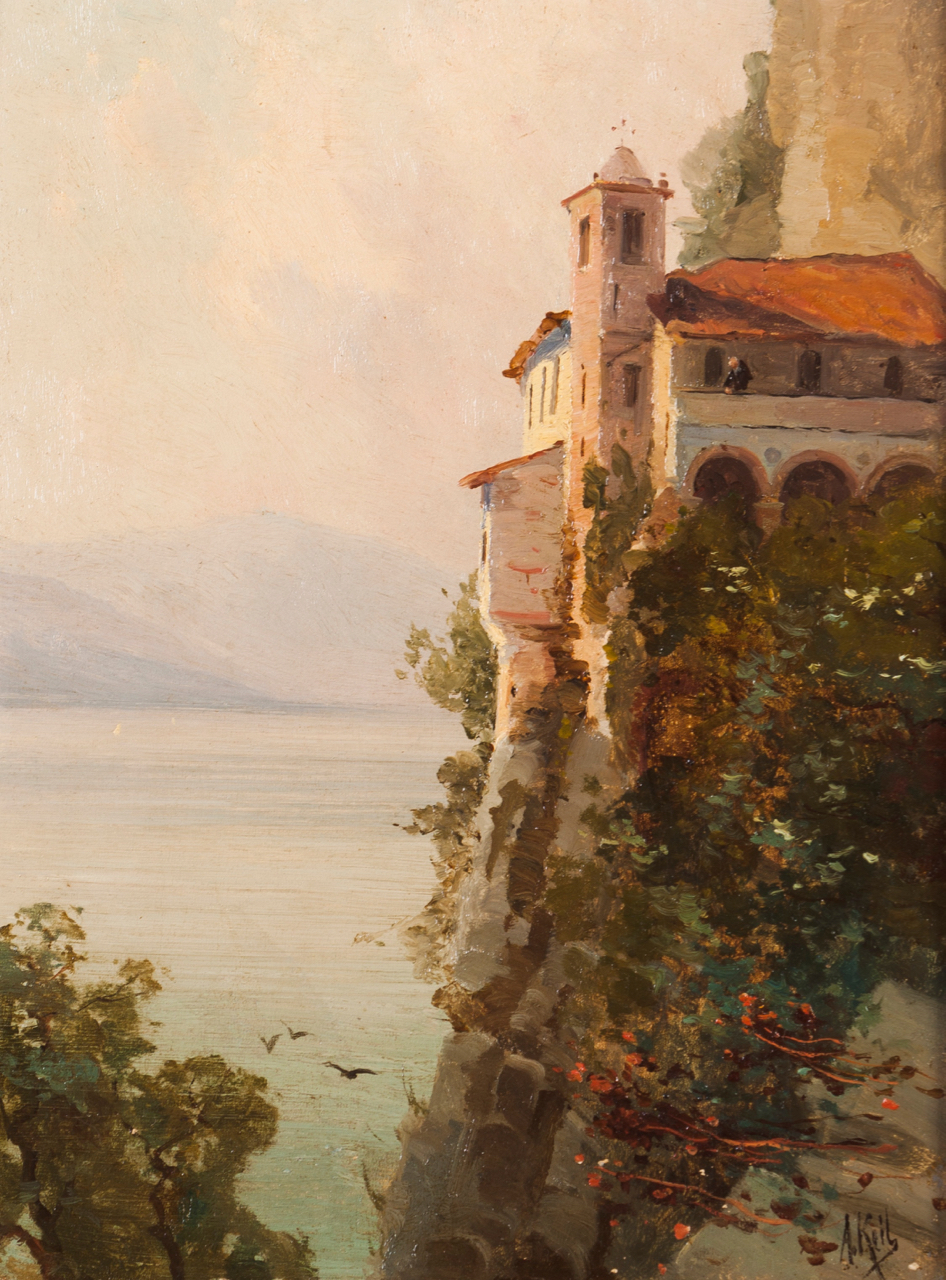
Convent of Saint Catherine at Lake Maggiore
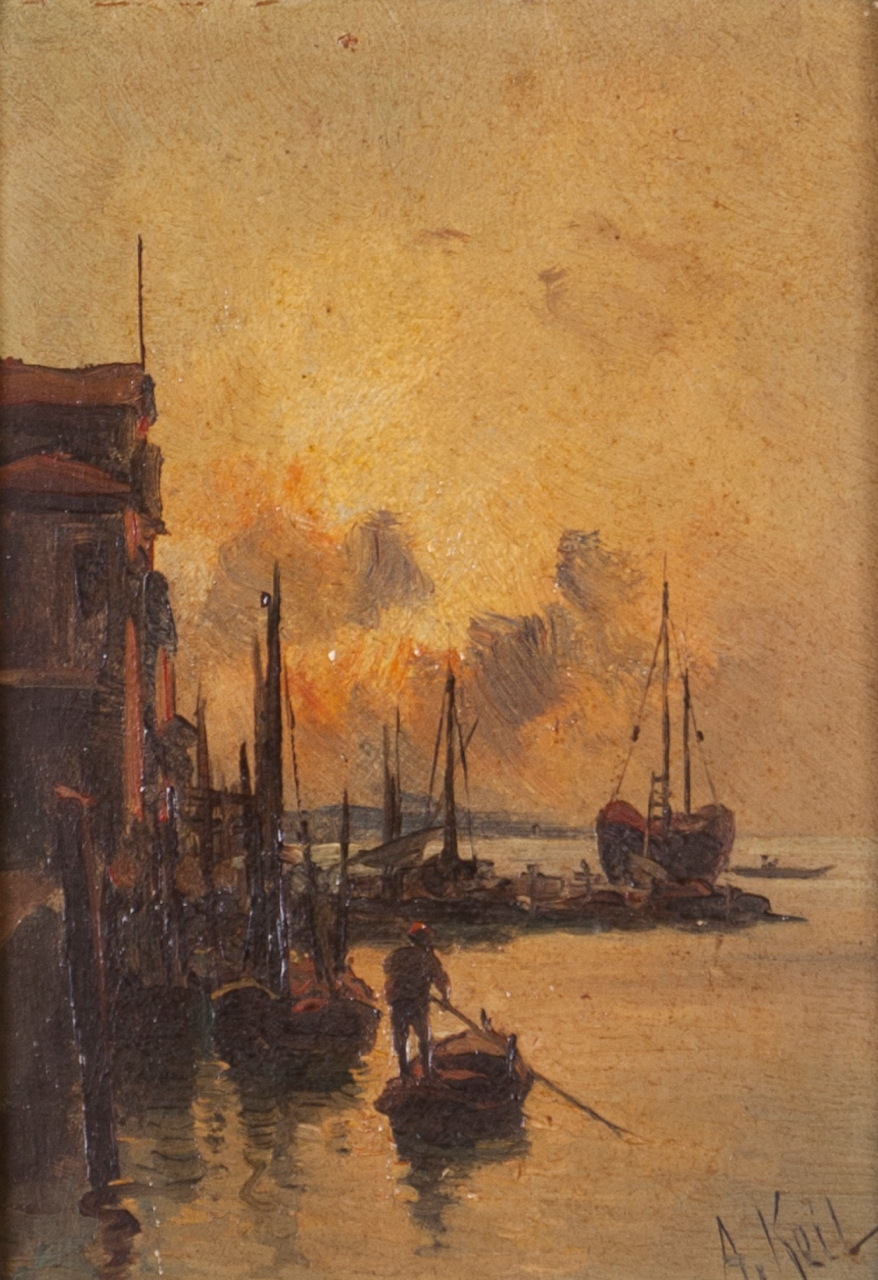
ヴェネツィアの風景